# 骁骑尉
骁骑尉，中国古代散官、勋阶名号。
隋朝初年，骁骑尉为散官号。隋炀帝废除。唐朝时，骁骑尉为四转勋官，比正六品。辽朝、金朝、元朝都设，骁骑尉为勋阶。金朝骁骑尉为十二阶之第九阶，正六品。元朝骁骑尉为十阶之第九阶，正五品，只是用于封赠。明朝骁骑尉也是勋阶称号，正五品武官再考称职之人授予骁骑尉。